# Auberge de Castille
Auberge de Castille (maltesisk: Berġa ta' Kastilja) er en bygning i Maltas hovedstad Valletta. Den blev oprindeligt bygget i 1570'erne, til at huse Johanniterordenens castilianske gren. Den nuværende bygning stammer fra 1740'erne og bruges nu til Maltas statsminister.